# Амадина червоноголова
Амадина червоноголова (Amadina erythrocephala) — вид горобцеподібних птахів родини астрильдових (Estrildidae). Поширений в Африці.

## Поширення
Вид поширений у Південній Африці: Ангола, Ботсвана, Лесото, Намібія, Південна Африка та Зімбабве. Живе невеликими зграями в сухих саванах. Веде наземний кочовий спосіб життя.

## Утримання
Невідомо, коли червоноголові амадини були вперше завезені в Європу, швидше за все, перше завезення відбулося в XVIII столітті. Луї Жан П'єр Віллот вважається першим, хто успішно розводив цей вид, ймовірно, вже у другій половині XVIII століття . У XIX столітті їх неодноразово показували на виставках у Франції, Англії і Нідерландах.
Для утримання червоноголових амадин необхідні спеціально облаштовані вольєри або великі просторі прямокутні клітки. Для їх утримання абсолютно не підходять клітки круглої форми. Це пояснюється тим, що перебуваючи в таких клітках птахи втрачають орієнтацію в просторі, в результаті чого постійно перебувають в стані стресу. Загалом утримування їх досить просте і мало чим відрізняється від утримання інших декоративних птахів.